# Нова Весь-Жечна
Нова Весь-Жечна (пол. Nowa Wieś Rzeczna, нім. Neudorf bei Preußisch Stargard) — село в Польщі, у гміні Староґард-Гданський Староґардського повіту Поморського воєводства.
Населення — 948 осіб (2011).
У 1975-1998 роках село належало до Гданського воєводства.

## Демографія
Демографічна структура станом на 31 березня 2011 року:
|          | Загалом | Допрацездатний вік | Працездатний вік | Постпрацездатний вік |
| -------- | ------- | ------------------ | ---------------- | -------------------- |
| Чоловіки | 458     | 113                | 319              | 26                   |
| Жінки    | 490     | 122                | 301              | 67                   |
| Разом    | 948     | 235                | 620              | 93                   |